# Court Square – 23rd Street
Queens Plaza – stacja metra nowojorskiego, na linii E, G i M. Znajduje się w dzielnicy Queens, w Nowym Jorku i zlokalizowana jest pomiędzy stacjami Queens Plaza, Lexington Avenue – 53rd Street i 21st Street. Została otwarta 19 sierpnia 1933.